# Anacroneuria jivaro
Anacroneuria jivaro är en bäcksländeart som beskrevs av Bill P.Stark 2001. Anacroneuria jivaro ingår i släktet Anacroneuria och familjen jättebäcksländor. Inga underarter finns listade i Catalogue of Life.